# Mesabolivar anseriformis
Espèce
Synonymes
- Caruaya anseriformis González-Sponga, 2011

Mesabolivar anseriformis est une espèce d'araignées aranéomorphes de la famille des Pholcidae.

## Distribution
Cette espèce est endémique de l'État de Bolívar au Venezuela. Elle se rencontre dans le bassin du río Caruay à Gran Sabana.

## Description
Le mâle holotype mesure 2,90 mm

## Publication originale
- González-Sponga, 2011 : Biodiversidad de Venezuela. Aracnidos. Descripcion de cinco nuevos géneros y cinco nuevas especies de la familia Pholcidae Koch, 1850. Acta Biologica Venezuelica, vol. 28, p. 39-51 (texte intégral).